# Lise Watier
Pour les articles homonymes, voir Watier.
Pour l'entreprise de cosmétiques, voir Lise Watier (cosmétiques).
Lise Watier, née le 8 novembre 1942 à Montréal, Québec, Canada, est une femme d'affaires canadienne. Elle est la fondatrice de la compagnie de cosmétique Lise Watier dont elle est à la tête de 1972 à 2013. En 1999, la journaliste du Ottawa Citizen Kate Jaimer l'a surnomme « la Céline Dion du maquillage québécois ».

## Biographie
Watier est enfant unique d'une famille dont elle était le centre de l'attention. Hors du noyau familial, elle est décrite timide lors de ses années au couvent. À l'adolescence, elle manque de confiance en elle, de par son apparence qu'elle juge maigre et s'attribut le surnom d'échalote. Constatant ses complexes, sa mère l’encourage à suivre un cours de maquillage au Salon Régine de France, rue Sainte-Catherine. Également, c'est à ce moment qu'elle se découvre une passion pour le maquillage.

### Vie privée
Lise Watier est mariée à Serge Rocheleau depuis 1988. Elle a deux enfants (filles), issues d’une relation précédente avec Guillermo Andrade, Nathalie et Marie-Lise. Les membres de la famille ont travaillé pour la compagnie de Watier, son mari était président-directeur général et ses deux filles furent employées.  
Le fonds d’archives de Lise Watier (P1001) est conservé au centre BAnQ Vieux-Montréal de Bibliothèque et Archives nationales du Québec.

## Parcours professionnel
Avant d'être à la tête d'une compagnie de cosmétique, elle débute à la télévision comme recherchiste et animatrice d'une émission destinée aux femmes dans les années 1960. En 1965, elle crée Charme et Beauté Lise Watier Inc., une entreprise spécialisée dans le perfectionnement personnel et le maquillage. En 1972, elle lance sa propre ligne de cosmétique Lise Watier Inc.
   

L'entreprise, basée à Montréal, lance des tentatives de développement dans les années 1980 jusqu'à ce qu'un incendie endommage l'usine et les bureaux. 
 Il fallut attendre 1995 pour recouvrir un statut égal à celui atteint 1990. -Lise Watier interviewé au National Post[réf. nécessaire]
En 2007, Imperial Capital Corporation of Toronto devient propriétaire en partie de la compagnie, Watier et Rocheleau deviennent minoritaires dans la gestion de l'entreprise. En 2013, elle se retire du poste de présidente-directrice générale de son entreprise et laisse place à Pierre Plasard anciennement directeur général de L'Oréal.
Quand on comprend que la beauté est une émotion, on en sait beaucoup plus que n'importe quel homme qui veut lancer une entreprise de beauté. -Lise Watier lors de la conférence de presse[réf. nécessaire]

## Prix et reconnaissances
- 1986 - Prix international Veuve Clicquot
- 1987 - Prix Excellence – Journal La Presse
- 1991 - Membre de l'Ordre du Canada
- 1992 - Un des dix entrepreneurs canadiens de la décennie – Profit Magazine (Toronto)
- 1993, 1994, 1995, 1996, 1997, 1998 - Femme d’affaires de l’année – Léger & Léger recherche marketing
- 2000 - Officier de l'Ordre national du Québec
- 2002 - Prix de gestion – Université McGill
- 2010 - Doctorat Honorifique de l'Université du Québec à Montréal
- 2014 - Doctorat Honoris Causa de HEC Montréal
- 2016 - Médaille d'honneur de l'Assemblée nationale du Québec[3]